# Raphael Tracey
Raphael “Ralph” Tracey (* 6. Februar 1904 in Gillespie, Illinois, USA; † 6. März 1975 in St. Louis, USA) war ein US-amerikanischer Fußballspieler.

## Vereinskarriere
Tracey war auf Vereinsebene zunächst für St. Louis Vesper Buick aktiv. 1926 wechselte er zu Ben Millers.

## Nationalmannschaft
Er gehörte auch der Fußballnationalmannschaft der Vereinigten Staaten an und nahm mit ihr an der ersten Fußball-Weltmeisterschaft 1930 teil. Dort kam der Mittelfeldspieler insgesamt zu drei Einsätzen. Ein Tor konnte er dabei nicht erzielen.
Tracey wurde 1986 in die National Soccer Hall of Fame aufgenommen.